# スター・ウォーズ/クローン・ウォーズ (テレビアニメ)
『スター・ウォーズ/クローン・ウォーズ』（原題：Star Wars: The Clone Wars）は、アメリカのルーカスフィルム・アニメーションにより制作された、3D・CGI・アニメーションシリーズである。全7シーズン、計133話。
2008年公開の3D・CGI・アニメーション映画『スター・ウォーズ/クローン・ウォーズ』の続編となる物語で、本作はジョージ・ルーカスが『スター・ウォーズ』シリーズの制作に直接関わった最後の作品でもある。

## 作品
アメリカのスペースオペラである『スター・ウォーズ』シリーズの、「ルーカスフィルム ストーリー・グループ」公認・制作の「正史（カノン）」に属するスピンオフ作品。主人公アナキン・スカイウォーカーとその弟子アソーカ・タノを中心として、『エピソード2/クローンの攻撃』から『エピソード3/シスの復讐』までに繰り広げられた「クローン戦争」を様々な視点から描く3DCGアニメのテレビシリーズ。
2Dアニメシリーズ『スター・ウォーズ クローン大戦』（2003年 - 2005年制作、現在は「レジェンズ（非正史）」扱い）の好評を経て制作されたものの、そちらではすでに『エピソード2/クローンの攻撃』から『エピソード3/シスの復讐』冒頭の惑星コルサントの艦隊戦までに到る物語を描き終えていたため、本作は『クローン大戦』の直接的な続編でなく、新たなストーリーにて展開されている。アメリカでは、2Dアニメ版とフルCGアニメ版の本作を混同しないよう、副題の「Clone Wars」の前の“The”の有無でタイトルに差別化がなされた（『Clone Wars』⇒2Dアニメ版、『The Clone Wars』⇒本作）。日本でも混同を避けるため、2Dアニメ版の副題を『クローン大戦』と呼称したのに対して、本作の序章となる映画『スター・ウォーズ/クローン・ウォーズ』と本作の副題を『クローン・ウォーズ』と呼称することで差別化している。
2Dアニメ版の『クローン大戦』では約3年にも及んだとされるクローン戦争を全話合計約2時間ほどでダイジェスト的に描いたが、本作の序章となる映画『スター・ウォーズ/クローン・ウォーズ』と本テレビシリーズは、映画1本＋テレビシリーズ133話と時間的に余裕がある分、クローン戦争の中で起こった様々な戦場での物語をより詳細に描いている。
銀河共和国のジェダイ騎士団のヨーダやオビ＝ワン・ケノービ、アナキン・スカイウォーカーと弟子のアソーカ・タノ、敵側・分離主義勢力を率いるドゥークー伯爵やグリーヴァス将軍との対立が物語の主軸ではあるものの、クローン・トルーパーやドロイドのR2-D2やC-3PO、他にも賞金稼ぎや宇宙海賊達などサブキャラクターをメインにしたエピソードも多い。また、ディズニー買収後に「レジェンズ（非正史）」となった作品群の設定やキャラクターも取り入れられている。
また各話の冒頭では、その話の内容を一言で表した訓示のような言葉がクレジットされている。エピソードは、1話完結のものと2 - 4話完結のものがある。基本的には放送された話の順に劇中の時間も進んでいくが、シーズン1の第16話やシーズン2の第16話のように、本作の序章である映画『クローン・ウォーズ』以前のエピソードを描いた話も存在する。
当初、1話22 - 24分の全100話程（約5シーズン分）の構成予定で、ジョージ・ルーカス制作総指揮の元で制作が2007年に始まったが、制作話数は企画当初の予定であった100話分を超え、その後もシーズン8まで制作される予定で、脚本もすでに完成していた。だが2012年10月、ウォルト・ディズニー・カンパニーが本シリーズの制作会社ルーカスフィルムを買収し、シークエル・トリロジー（続三部作、エピソード7・8・9）の映画制作を決定したことに伴い、その影響によるシリーズ展開の抜本的改革を受け、本作は当時放送が完了していたシーズン5まででの打ち切りが発表された。

### ザ・ロスト・ミッション
だが後に、「シーズン6」の既に完成していたエピソードを「ザ・ロスト・ミッション」と題して2014年2月15日より配信し、これを一旦の最終シーズンとすることになった。日本でも『スター・ウォーズ/フォースの覚醒』公開を記念して、2015年12月23日に視聴無料のBSテレビのDlifeにてシーズン6の全13話が放送された。
また、2014年9月25日にはCG未完成エピソードとしてシーズン6の「ウータパウ4部作」が、2015年4月29日にはシーズン7の「バッド・バッチ4部作」がスター・ウォーズ公式サイトで公開された。その他の残りのエピソードも、様々な形で発表されている。（詳細は未放映エピソードを参照）。

### ファイナル・シーズン
シリーズ10周年を迎えた2018年7月20日、アメリカ・サンディエゴで開催された「コミコン・インターナショナル」内で、アソーカ・タノとキャプテン・レックスを中心に『エピソード3/シスの復讐』の舞台裏を描く全12話で構成される新作エピソード「シーズン7（ファイナル・シーズン）」の制作が発表され、予告編も公開された。この新作エピソード（シーズン7）は、ディズニーが2019年11月に開始したストリーミングサービス「Disney+」内で2020年2月21日より米国にて順次配信開始。同年6月11日の日本での「Disney+」サービス開始以降、日本語吹き替え版も同時配信される。
ファイナル・シーズンは各4話で一つの物語が描かれており、前編はキャプテン・レックスを主人公としたクローンの特殊部隊「バッド・バッジ（不良分隊）」の物語、中編はアソーカ・タノを主人公としたジェダイ離脱後のアソーカの物語、最終章となる後編は再会したアソーカとレックスがモールと対決するマンダロア包囲戦からジェダイ粛清の指令「オーダー66」発動後までの『エピソード3/シスの復讐』の裏側を描く物語となっている。
マンダロア包囲戦を描く最終章にあたる第9話以降の4部作は、冒頭に『エピソード4/新たなる希望』公開当時のルーカスフィルムのクレジットが表示され、加えて第9話ではオープニングもジョン・ウィリアムズによる実写映画本編のオープニング曲が使われるなど過去作へのリスペクトや、第10話以降では本シリーズの定番だったオープニングナレーションがカットされ、各話数のタイトルがパート表記にされるなど、1本の長編作品として見せるための特殊な編成となっている。また、作中のモールのアクションシーンは『エピソード1/ファントム・メナス』にて同役（ダース・モール）を演じた俳優・レイ・パークがモーションアクターを担当している。作中のアクションシーンにてモーションアクターを起用するのはこれが初の試みとなる。
デイブ・フィローニはこれまで、総監督としてルーカスのアイデアをもとに作品全体のコンセプトアートや大まかなシナリオ展開、全体の演出コントロールのほかシーズン6までに話数監督を9本担当してきたが、脚本はシーズン2の最終話である第22話で共同脚本を務めたのみであった。しかし、本シーズンでは第1話から第8話までの話数で共同脚本を務め、最終章であるマンダロア包囲戦から「オーダー66」発動後までの全4話ではシリーズ初の単独脚本を務めた。ジョージ・ルーカスはファイナル・シーズンでも監修的な立場で関わり、ディズニー買収後に公開された新規の『スター・ウォーズ』シリーズでは唯一の直接参加作品となっている。
モール役の声優サム・ウィットワーは、ルーカスの原案を棄却して製作されたシークエル・トリロジーや他の関連作品と違い、ファイナル・シーズンを「ジョージにとって特別なもの」「ジョージの指紋がついた『スター・ウォーズ』は、もうこれが最後」と評しており、ルーカス自身も作品のクオリティと総監督のフィローニを高く評価している。

### 完結後の展開
シーズン5終了後、ウォルト・ディズニー・カンパニーの買収によって一度打ち切られた『クローン・ウォーズ』から『エピソード4/新たなる希望』までの間の物語として、本作と同様にデイブ・フィローニが原案・製作総指揮・総監督を務めた「正史（カノン）」に属するスピンオフアニメーション作品『スター・ウォーズ 反乱者たち』が全4シーズン放送された。本作ではアソーカ・タノやキャプテン・レックスらクローン兵たち、モール、一部の本作登場キャラクター達の行方や顛末も描かれている。
ファイナルシーズン終了直後の2020年7月13日には、新作アニメシリーズ『スター・ウォーズ: バッド・バッチ』（Star Wars: The Bad Batch）がファイナルシーズンと同じく「Disney+」内で2021年5月より配信されることが発表された。本作はファイナルシーズンに登場したクローン部隊「不良分隊（バッド・バッチ）」を主人公に据え、本作のファイナルシーズンと同じ時間軸から帝国の誕生とクローン・トルーパーが徴兵制の兵士に切り替わる過程などを描く物語となる。製作総指揮は『クローン・ウォーズ』と同じくデイブ・フィローニが務め、制作スタジオもクローンウォーズから引き継がれる。
2019年より配信される本作の十数年後を描く実写ドラマ『マンダロリアン』ではファイナルシーズンで描かれた「マンダロア包囲戦」の話が登場人物から語られるほか、アソーカ・タノをはじめ、この戦いに参戦した登場人物たちも登場する。

## あらすじ
1年目
『スターウォーズ・エピソード2/クローンの攻撃』で銀河共和国と分離主義勢力が惑星ジオノーシスで衝突して以来、クローン戦争の戦火は銀河各地に拡大した。ジェダイが指揮するクローン・トルーパーによって構成される銀河共和国軍と、バトル・ドロイドによって組織されたドロイド連合軍（分離主義勢力）は各地で激戦を繰り広げる。そして戦争を少しでも自陣営に有利にする為、共和国と分離主義勢力は戦闘の他各地で活発な外交交渉をも敢行。それらの影響は各惑星に裏切り・暗殺等様々な形で現れるのだった。
そんな時、アナキン・スカイウォーカーの元に14歳のトグルータの少女が現れる。名前はアソーカ・タノ。彼女はジェダイ・マスターヨーダの意向でアナキン・スカイウォーカーのパダワンとなった。アナキンは当初アソーカを弟子と認めなかったが、様々な戦いを通して、彼女が自分と同じ性格の持ち主であると知る。そして彼女を認め、以後行動を共にするようになる。アソーカも戦争を通じ様々なことを学び、アナキンや彼の副官を務めるクローン・キャプテン・レックス、彼の配下にある第501大隊の個性豊かなクローン・トルーパーたちと信頼関係を深めた。さらに、パドメ・アミダラなどの議員や政治家、他の惑星の住民らとの交流を通して、戦争の光と闇に触れていく。
2年目
クローン戦争が2年目に突入する頃、アサージ・ヴェントレスがシディアスの命令によりドゥークー伯爵に裏切られ、分離主義勢力を脱退。賞金稼ぎとして新たな仲間と共に分離主義勢力や犯罪者たちと戦い、時にはジェダイに協力するようになる。一方、フォースの力により密かに生き延びていた元シス卿ダース・モールが、彼を探していた弟・サヴァージ・オプレスの手で完全に蘇る。モールはオビ＝ワン・ケノービとダース・シディアス暗殺を目的にシャドウ・コレクティヴと呼ばれる犯罪組織を立ち上げる。この組織は共和国と分離主義勢力の双方の敵となる第三勢力として戦争に参戦した。この第三勢力を脅威と見たダース・シディアスは自ら行動を起こし、モールとサヴァージを襲撃。サヴァージを殺害してモールを捕虜として捕らえる。しかし、シャドウ・コレクティヴの手でモールはシディアスから救い出され、彼の指導のもとで銀河各地て勢力を広げていった。
アソーカはアナキンと共に各惑星で繰り広げられる戦いに身を投じ、ジェダイとしても指揮官としても成長していく。最初はアソーカを「お嬢ちゃん」と呼んでいたクローンたちも、彼女の実力を認め「コマンダー（指揮官）」と呼んで信頼するようになる。また、アソーカは戦場となる惑星に住む住民や敵である分離主義者の支配する惑星に住む住民との交流を通して、どちらが善でありどちらが悪なのか、戦争をする意味やジェダイの戦う意味について疑問を持つようになる。一方でレックスも、軍から逃亡して家族を持った脱走兵のクローンとの交流や共和国を裏切ったジェダイ・マスターとの闘いを通して戦争の意味や戦争が終わった後のクローンの存在意義について疑問を持つようになる。
戦争は銀河全域を巻き込み、どの陣営も大きく消耗していた。そんな中、アソーカ・タノがジェダイ聖堂襲撃の犯人に仕立て上げられ逮捕される。アナキンやキャプテン・レックスなど彼女の無実を信じる者もいたが、ジェダイ評議会は彼女の追放を宣告。軍事裁判にて死刑判決を受ける直前であったが、そのときアナキンが真犯人である別のジェダイを逮捕したことで無実が証明される。しかし、この冤罪事件を通してジェダイ評議会を信用できなくなったアソーカは評議会とアナキンから離れてもう一度、ゆっくりと自分自身について考えるためにアナキンの引き留めにも応じずジェダイ聖堂から去っていった。
アソーカが脱退したの後もアナキンは第501大隊を率いて各地で戦いを繰り広げていた。そんな時、第501大隊に所属するクローン兵の一人がジェダイを殺害する事件が起こる。自分を見失ったかのような行動を起こしたクローン兵を調査するためレックスは自身の補佐を務めていた第501大隊所属のクローン・ARCトルーパー・ファイブスと調査を開始する。しかし、この事件からある計画の発覚を恐れたダース・シディアスは妨害工作を開始。最終的に異常を起こしたクローンは死亡し、計画の真相にたどり着いたファイブスも殺されてしまう。しかし、レックスはファイブスの残した最期の言葉から秘密裏に事件を追うことを決める。
3年目
戦争終結まで数週間と迫ったころ、アウター・リム包囲作戦が始まり、分離主義勢力は徐々に追い詰められていた。一方でクローン・トルーパーたちも銀河外縁部に戦場が広がったことにより部隊を各地に分散させる必要があり、戦力が散り散りなったことで苦戦を強いられていた。戦力を分散させられたクローン軍への救援としてジェダイ評議会は外縁部各地にジェダイ騎士を派遣していた。アナキンも数々の戦いで奇抜な作戦を実行し、第501大隊を率いて各地で勝利をもたらす戦果を挙げていた。一方で、外縁部に派遣されることでアナキンはジェダイの掟に反して密かに婚約したパドメ・アミダラと疎遠となる。アナキンは2人の夫婦としての関係を知る数少ない協力者である副官のキャプテン・レックスの協力もあり、戦場での僅かな休息の時に密かにパドメと連絡を取り合っていた。アナキンやレックスは口裏を合わせ周囲を騙し抜いていたが、師であるオビ＝ワンはアナキンとパドメの関係性に気付き始めていた。
そんなとき、ジェダイを脱退したアソーカがアナキンとオビ＝ワンに救援を求めてきた。それは、ダース・モールがマンダロリアの戦士たちと共にマンダロアの首都を占拠したという知らせだった。彼女の助けになりたいアナキンであったが、同時期にコルサントが襲撃され、アナキンとオビ＝ワンはコルサントへ戻る必要があった。アナキンは自らの副官であるレックスをコマンダーに昇格させ、アソーカを軍事顧問として同行させることにした。アナキンからプレゼントされたライトセーバーを手にアソーカはマンダロアでモールとの決戦に挑む。
オーダー66
コマンダー・レックス率いる第501大隊は共和国とマンダロアとの間に100年以上保たれていた和平条約を破棄して首都を襲撃。後に30年以上先の未来でも歌として語り継がれることになるマンダロア包囲戦が開戦した。第501大隊のクローン兵たちは銀河最強の戦士と言われるマンダロリアンと互角に渡り合い、次々と制圧していく。一方、軍事顧問として同行していたアソーカはモールとの接触に成功。そこでアソーカはモールがマンダロアを占領した本当の目的が「アナキン・スカイウォーカーを誘き出して殺害し、ダース・シディアスの計画を破綻させる」計画だったことを聞かされる。アソーカはその話を信じずモールと対決。死闘の末、モールの逮捕に成功する。第501大隊もマンダロア首都を完全に制圧し、マンダロアでの戦闘は終結した。そして、モールを第501大隊のヴェネター級クルーザーに幽閉し、コルサントへ護送する最中、レックスの元にダース・シディアスからオーダー66の指令が下る。アソーカはかつての仲間であるクローンたちから攻撃され逃亡するが、レックスが完全に洗脳される間際に残した「ファイブスを探せ」という言葉や彼が残していたファイブスに関連する事件の資料をヒントにクローンに埋め込まれた「バイオ・チップ」の謎を突き止めることに成功する。そして、レックスを捕まえてバイオ・チップを取り除き、オーダー66の呪縛から解き放たれたレックスは、アソーカと協力して脱出の方法を探す。一方、モールはアソーカに陽動役として逃がされる。船の機関部を破壊したモールは船の墜落から脱出するため格納庫を目指す。アソーカとレックスもクローンたちを一人も殺さずに気絶させながら格納庫を目指すが、たどり着いた格納庫で立ちはだかったのは3年間を共に戦い抜いた仲間であるクローン・ARCトルーパー・ジェシーと第501大隊であった。
墜落する船の中、自分たちの命と引き換えに2人を殺害しようとするジェシーと第501大隊のクローンたちを前にして、アソーカとレックスは生き残るために辛く悲しい選択を迫られることになる。

## キャスト＆吹き替え
アーメド・ベスト
ジャー・ジャー・ビンクス：三ツ矢雄二
アシュリー・エクスタイン
アソーカ・タノ：伊藤静
アレック・メドロック
ワグ・トゥー：松元惠
アンソニー・ダニエルズ
C-3PO：岩崎ひろし
イアン・アバークロンビー→ティム・カリー（シーズン5以降）
パルパティーン最高議長／ダース・シディアス：稲垣隆史
オリヴィア・ダボ
ルミナーラ・アンドゥリ：田中晶子
カーラ・ピフコ
スー：宮島依里
ギデオン・エメリー
ロット・ドッド議員：稲葉実
キャサリン・テイバー
パドメ・アミダラ議員：坂本真綾
エンジェル：中司ゆう花
ヌーマ：（吹替なし）
ラグジュアリー・ドロイド：平野夏那子
キャス・スーシー
ジェック：上川ゆう
グウェンドリン・ヨー
：ナラ・セ：五十嵐麗
ベティ＝ボットVJ：酒井玲
ペッピ・バウ：滝沢ロコ
ケイトー・パラシッティ：東條加那子
グレッグ・エリス
ターク・ファルソ：白熊寛嗣
ケイティー・サッコフ
ボ＝カターン・クライズ：志田有彩
コーリー・バートン
ドゥークー伯爵：羽佐間道夫
セネイト・ガード（シーズン1第9話）:小松史法
カーラス議員：白熊寛嗣
マー・トゥーク艦長：落合弘治
タクティカル・ドロイド（シーズン1第20話）：間宮康弘
ニリム・ブリル：（吹替なし）
ゴビ・グリー：星野充昭
キャド・ベイン：多田野曜平
シャハン・アラーマ：広田みのる
ズィロ・ザ・ハット：中尾隆聖
SP-4分析ドロイド：不明
サム・ウィットワー
ダース・モール：山路和弘
ジェームズ・アーノルド・テイラー
オビ＝ワン・ケノービ：森川智之
プロ・クーン：立木文彦
バーブ・メンター：中川慶一
パントラ議会代議員：岩崎ひろし
タクティカル・ドロイド（シーズン1第16話）：間宮康弘
テ・ブーン：居谷四郎
ジェームズ・マースターズ
ファロ・アーガイアス隊長：仲野裕
ジェームズ・マティス3世：グレガー・タイフォ隊長：小山力也
ジェイミー・キング
オーラ・シング：平野夏那子
ジェニファー・ヘイル
アイラ・セキュラ：甲斐田裕子
リヨ・チューチー議員：小林沙苗
ジム・カミングス
ホンドー・オナカ：辻親八
ジャメリア・マクミラン
ニーユートニー女王：岩村琴美
RO-Z67：橘凜
マーティ・デューン：中司ゆう花
ジュリアン・ホロウェイ
アルメク：小川真司→佐々木勝彦
キリアン
ジョージ・コー
テー・ワット・カー：チョー
ジョージ・タケイ
ロク・ダード将軍：遠藤純一
セス・グリーン
トド360：小松史法
ディー・ブラッドリー・ベイカー
クローン・トルーパー（レックス、コーディ、ファイブス、エコー、ジェシー、ダヴィジャン等）：金田明夫
オナコンダ・ファー議員：島香裕
ピルフ・マクマク（シーズン1第12話）：広田みのる
タイ＝セン：（吹替なし）
ロボニーノ：間宮康弘→居谷四郎
オルド・エニセンス：居谷四郎
ボーラ・ロポル：居谷四郎
カリーナ女王：真山亜子
トレンチ提督：菅生隆之
デイビット・アコード
EV-A4-D：上田燿司
ピルフ・マクマク（シーズン1第11話）：広田みのる
ピューン・ジグナット：間宮康弘
LEP-86C8：間宮康弘
セネイト・ガード（シーズン1第22話）：小松史法
ティム・ブロック
TB-2：落合弘治
デビッド・カウフマン
ジェイボ・フッド：下野紘
テレンス C. カーソン
メイス・ウィンドゥ：玄田哲章
トム・ケイン
ヨーダ：永井一郎→多田野曜平（シーズン6以降）
ウルフ・ユラーレン提督：星野充昭
ジェイフォン隊長：小松史法
タクティカル・ドロイド（シーズン2第6話）：不明
ナレーター：若本規夫
トム・ケニー
ヌート・ガンレイ総督：鈴木勝美
シルッド補佐官：三浦潤也
ナダール・ヴェップ
桑原敬一
ニカ・フッターマン
アサージ・ヴェントレス：磯辺万沙子
シェーア：青木紀子
フィル・ラマール
キット・フィストー：速水奨
タクティカル・ドロイド（シーズン1第17話）：間宮康弘　
アミット・ノロフ：ふくまつ進紗
ベイル・オーガナ議員：てらそままさき
オーン・フリー・ター議員：中村浩太郎
ファイロ議員：島香裕
ブライアン・ジョージ
カトゥーンコ王：沢木郁也
チ・チョー書記長：森田順平
キ＝アディ＝ムンディ：水野龍司
フレッド・タタショア
ジロ・ビースト：（吹替なし）
フロー・ダイア
マダム・ジョカスタ・ヌー：谷育子
マイケル・ヨーク
ドクター・ヌーヴォ・ヴィンディ：内田直哉
マシュー・ウッド
グリーヴァス将軍：後藤哲夫
バトル・ドロイド：間宮康弘
スーパー・バトル・ドロイド：間宮康弘
タクティカル・ドロイド（シーズン1第13話）：間宮康弘
コマンドー・ドロイド：小松史法
ワット・タンバー首長：田中正彦
セネイト・ガード（シーズン1第22話）：小松史法
ポグル・ザ・レッサー：（吹替なし）
マット・ランター
アナキン・スカイウォーカー：浪川大輔
マラディス・サレンジャー
バリス・オフィー：足立友
マーク・ハミル
ダース・ベイン：島田敏
ロビン・アトキン・ダウンズ
パントラン衛兵：不明
チャム・シンドゥーラ：咲野俊介
ラッシュ・クローヴィス男爵：白熊寛嗣
リーアム・ニーソン
クワイ=ガン・ジン：津嘉山正種
レイ・パーク（モーションキャプチャ）
ダース・モール：山路和弘
ロン・パールマン
ガー・ナクト：宝亀克寿
スティーブン・スタントン
ウィルハフ・ターキン艦長：大木民夫

### 主な舞台となる惑星
カミーノ
レックスやコーディをはじめとしたクローン・トルーパーたちの故郷。クローンたちの生まれる惑星であり、優れたクローン技術を持つため分離主義者に狙われることも。
同じ宙域には惑星リシがあり、カミーノを守るための前哨基地が設置されている。
マンダロア
長年の争いで荒廃しており、その環境から自分たちを守るためにドーム型の都市を築いて住んでいる。劇中当初の統治者は非武装・中立を掲げる"ニュー・マンダロリアン"という派閥に属したサティーン・クライズという人物だが、伝統保守派である"デス・ウォッチ"という一団にしょっちゅう命と惑星の支配権を狙われている。
シーズン7後半では主な舞台として描かれる。
ライロス
アイラ・セキュラをはじめとするトワイレック人の母星。分離主義者によって封鎖され、住民が侵略されたり飢饉手前に陥るなど危機に晒されたが、チャム・シンドゥーラらライロスの戦士や共和国軍の活躍もあって解放された。
ダソミア
"ナイトシスター"と呼ばれるフォースを扱う魔女と、彼女らが支配する"ナイトブラザー"と呼ばれるザブラクたちが住む惑星。ヴェントレス、サヴァージ、ダース・モールの出身惑星。
モーティス
星図化されていない領域ワイルド・スペースに存在するモノリスのような惑星。フォースの流れが極めて強く、日の出や日没のスピードが速い、季節が短時間で目まぐるしく変わるなど不思議な星。"ザ・ワンズ"というフォースの使い手の一家が住んでいる。

## スタッフ
- 原案：ジョージ・ルーカス
- 制作総指揮：ジョージ・ルーカス
- 総監督：デイブ・フィローニ
- ストーリー構成：ヘンリー・ギルロイ
- プロデューサー：キャサリン・ワインダー/ケイリー・シルヴァー/キャロライン・ロビンソン・カーネル
- 音楽：ケビン・カイナー
- 演奏：プラハ市フィルハーモニー管弦楽団
- オリジナル『スター・ウォーズ』テーマ：ジョン・ウィリアムズ
- アニメーション制作：ルーカスフィルム/ポリゴン・ピクチュアズ
- 製作：ルーカスフィルム/ウォルト・ディズニー・スタジオ（ファイナルシーズン）

## 各話リスト

### シーズン1
| 話数 | 邦題                       | 原題                        | 脚本                                                                  | 監督                             | 放送日         | 日本初放映日   | 最初の一言                                         |
| ---- | -------------------------- | --------------------------- | --------------------------------------------------------------------- | -------------------------------- | -------------- | -------------- | -------------------------------------------------- |
| 1    | 待ち伏せ                   | Ambush                      | スティーヴ・メルチン                                                  | デイヴ・ブロック                 | 2008年 10月3日 | 2009年 3月31日 | 偉大な指導者は他者の偉大さを引き出す               |
| 2    | マレボランス襲来           | Rising Malevolence          | スティーヴ・メルチン                                                  | デイヴ・フィローニ               | 10月3日        | 4月7日         | 信頼は選択ではなく信念である                       |
| 3    | マレボランスの影           | Shadow of Malevolence       | スティーヴ・メルチン                                                  | ブライアン・キャリン・オコンネル | 10月10日       | 4月14日        | 賢明さを得るには思い上がりをすてよ                 |
| 4    | 撃破!マレボランス          | Destroy Malevolence         | ティム・バーンズ                                                      | デイヴ・フィローニ               | 10月17日       | 4月21日        | 自分の立てた計画はよく見える                       |
| 5    | ルーキーたち               | Rookies                     | スティーヴ・メルチン                                                  | ジャスティン・リッジ             | 10月24日       | 4月28日        | 経験こそが最良の自信を生む                         |
| 6    | 消えたドロイド             | Downfall of a Droid         | ジョージ・クリスティック                                              | ロブ・コールマン                 | 11月7日        | 5月5日         | 友を信じれば、自分も信じられる                     |
| 7    | ドロイドの決闘             | Duel of the Droids          | ケヴィン・キャンプベル ヘンリー・ギルロイ                             | ロブ・コールマン                 | 11月14日       | 5月12日        | 友をつなぎ止めるのは、頭ではなく心だ               |
| 8    | 型破りなジェダイ           | Bombad Jedi                 | ケヴィン・ルビオ ヘンリー・ギルロイ スティーヴ・メルチン              | ジェシー・ヤー                   | 11月21日       | 5月19日        | 英雄は時代が作る                                   |
| 9    | 闇のマント                 | Cloak of Darkness           | ポール・ディニー                                                      | デイブ・フィローニ               | 12月5日        | 5月26日        | 危機に際しては本能を無視せよ                       |
| 10   | グリーヴァスのアジト       | Lair of Grievous            | ヘンリー・ギルロイ                                                    | 竹内敦志                         | 12月12日       | 6月2日         | 己の力を制御出来る者が一番強い                     |
| 11   | 囚人ドゥークー             | Dooku Captured              | ジュリー・シージ                                                      | ジェシー・ヤー                   | 2009年 1月2日  | 6月9日         | どんなに困難があろうと、平和に続く道は歩む価値あり |
| 12   | グンガンの将軍             | The Gungan General          | ジュリー・シージ                                                      | ジャスティン・リッチ             | 1月9日         | 6月16日        | 不正で成功を得るより、名誉ある失敗を選べ           |
| 13   | ジェダイの遭難             | Jedi Crash                  | ケイティ・ルーカス                                                    | ロブ・コールマン                 | 1月16日        | 6月23日        | 強い執着は悪の木を育てる根である                   |
| 14   | 平和の守護者               | Defenders of Peace          | ビル・キャンター・バリー                                              | スチュワート・リー               | 1月23日        | 6月30日        | 戦争に巻き込まれれば、遂には選択を迫られる         |
| 15   | 侵入者                     | Trespass                    | スティーヴ・メルチン スコット・マーフィ ヘンリー・ギルロイ            | ブライアン・キャリン・オコンネル | 1月30日        | 7月7日         | 傲慢は知恵を曇らせる                               |
| 16   | 内なる敵                   | The Hidden Enemy            | ドリュー・Z・グリーンバーグ                                           | スチュワード・リー               | 2月6日         | 7月14日        | 真実は目を開かせても、幸せをもたらすとは限らない   |
| 17   | ブルー・シャドー・ウイルス | Blue Shadow Virus           | クレイグ・タイトレン                                                  | ギアンカルロ・ヴォルペ           | 2月13日        | 7月21日        | 恐怖は病だ、癒すには希望しかない                   |
| 18   | 千の月の謎                 | Mystery of a Thousand Moons | ブライアン・ラーゼン                                                  | ジェシー・リー                   | 2月13日        | 7月28日        | ひとつのチャンスは大きな希望へとつながる           |
| 19   | ライロスの嵐               | Storm Over Ryloth           | ジョージ・クリスティック                                              | ブライアン・キャリン・オコンネル | 2月27日        | 8月4日         | 偉大な高みに至る道は険しい                         |
| 20   | ライロスの罪なき人々       | Innocents of Ryloth         | ランディ・ストラドリィ ヘンリー・ギルロイ スコット・マーフィ          | ジャスティン・リッジ             | 3月6日         | 8月25日        | 戦争の代償は計り知れない                           |
| 21   | ライロスの解放             | Liberty on Ryloth           | ヘンリー・ギルロイ                                                    | ロブ・コールマン                 | 3月13日        | 9月1日         | 歩み寄りも勇気の証、嫌悪される弱さではない         |
| 22   | 人質                       | Hostage Crisis              | イオファン・マホーニ ブライアン・ラーゼン ドリュー・Z・グリーンバーグ | ギアンカルロ・ヴォルペ           | 3月20日        | 9月8日         | 秘密を分かちあうことで絆は強まる                   |

### シーズン2（賞金稼ぎの台頭）
- 日本における15話以降の初放映日が全て2010年7月11日となっているのは、同日のNHK BSハイビジョンでの企画【『スター・ウォーズ』シリーズ一挙放送】の一環で本作も一挙放映が行われたためである。16話以降はこの企画とは別に通常の時間帯での放映も行われた。
- NHK Eテレでの放送では、一部の回において放送の順番が変更された（＃1 - 4の後に#9 - 17を放送し、その後#5 - 8に戻り、#18 - 22という順番）。

| 話数 | 邦題                   | 原題                         | 脚本                                                                          | 監督                             | 放送日        | 日本初放映日  | 最初の一言                                             |
| ---- | ---------------------- | ---------------------------- | ----------------------------------------------------------------------------- | -------------------------------- | ------------- | ------------- | ------------------------------------------------------ |
| 1    | ホロクロン強奪         | The Holocron Heist           | ポール・ディニィ                                                              | ジャスティン・リッジ             | 10月2日       | 2010年 4月4日 | 教訓を学べば教訓を得る                                 |
| 2    | 破滅の積荷             | Cargo of Doom                | ジョージ・クリスティック スコット・マーフィ                                   | ロブ・コールマン                 | 10月2日       | 4月11日       | 自信過剰はもっとも危険な不注意である                   |
| 3    | フォースの子供たち     | Children of the Force        | ヘンリー・ギルロイ ウェンディ・メラルク                                       | ブライアン・キャリン・オコンネル | 10月9日       | 4月18日       | 過ちを正す第一歩は忍耐から                             |
| 4    | 元老院のスパイ         | Senate Spy                   | メリンダ・スー ドリュー・Z・グリーンバーグ ブライアン・ラーセン               | スチュワード・リー               | 10月16日      | 4月25日       | 真心を疑ってはならない                                 |
| 5    | 砲火を抜けて           | Landing at Point Rain        | ブライアン・ラーセン ドリュー・Z・グリーンバーグ                              | ブライアン・キャリン・オコンネル | 11月4日       | 5月2日        | 自分自身を信じなければ、他人も信じてくれない           |
| 6    | 強襲 ドロイド工場      | Weapons Factory              | ブライアン・ラーセン                                                          | ギアンカルロ・ヴォルペ           | 11月13日      | 5月9日        | 信頼に勝る恩恵はない                                   |
| 7    | 恐怖の遺産             | Legacy of Terror             | イオファン・マホニー ドリュー・Z・グリーンバーグ ブライアン・ラーセン         | スチュワード・リー               | 11月20日      | 5月16日       | 時に助け受け入れるのは、助けの手をさしのべるより難しい |
| 8    | ブレイン・インベーダー | Brain Invaders               | アンドリュー・グレイスバーグ ドリュー・Z・グリーンバーグ ブライアン・ラーセン | スチュワード・リー               | 12月4日       | 5月23日       | 愛は同情ではない                                       |
| 9    | 囚われたジェダイ       | Grievous Intrigue            | ベン・エドランド ドリュー・Z・グリーンバーグ ブライアン・ラーセン             | ギアンカルロ・ヴォルペ           | 2010年 1月1日 | 5月30日       | すべてを得ることと引き換えに他の何かを失う             |
| 10   | 逃亡者                 | The Deserter                 | カール・エルスワール ドリュー・Z・グリーンバーグ ブライアン・ラーセン         | ロバート・ダルヴァ               | 1月1日        | 6月6日        | 気高さを求めることで人は気高くなる                     |
| 11   | 奪われたライトセーバー | Lightsaber Lost              | ドリュー・Z・グリーンバーグ                                                   | ギアンカルロ・ヴォルペ           | 1月22日       | 6月13日       | 易いことは単純とは限らない                             |
| 12   | デス・ウォッチの陰謀   | The Mandalore Plot           | メリンダ・スー ドリュー・Z・グリーンバーグ                                    | カイル・ダレヴィ                 | 1月29日       | 6月20日       | 過去をおろそかにすれば未来は危うい                     |
| 13   | 誘惑の航海             | Voyage of Temptation         | ポール・ディニー ヘンリー・ギルロイ                                           | ブライアン・キャリン・オコンネル | 2月5日        | 6月27日       | 未来を恐れるな、過去に涙を流すな                       |
| 14   | 狙われた女公爵         | Duchess of Mandalore         | ドリュー・Z・グリーンバーグ ブライアン・ラーセン                              | ブライアン・キャリン・オコンネル | 2月12日       | 7月4日        | 真実こそは戦争の最初の犠牲者である                     |
| 15   | 議員暗殺               | Senate Murders               | ドリュー・Z・グリーンバーグ ブライアン・ラーセン                              | ブライアン・キャリン・オコンネル | 3月19日       | 7月11日       | 真実を探すのはたやすいが受け入れるのは難しい           |
| 16   | 封鎖線を突破せよ       | Cat and Mouse                | ドリュー・Z・グリーンバーグ ブライアン・ラーセン                              | カイルダン・レヴァー             | 3月26日       | 7月11日       | 賢明なリーダーは従う時を知っている                     |
| 17   | 七人の傭兵             | Bounty Hunters               | カール・エルスワース                                                          | スチュワード・リー               | 4月2日        | 7月11日       | 勇気は英雄を生むが、信頼は友情を築く                   |
| 18   | いにしえの巨獣         | The Zillo Beast              | クレイグ・ティトレイ                                                          | ギアンカルロ・ヴォルペ           | 4月9日        | 7月11日       | 楽な道ではなく、正しい道を選べ                         |
| 19   | コルサント炎上         | The Zillo Beast Strikes Back | スティーブ・メルチン                                                          | スチュワード・リー               | 4月16日       | 7月11日       | もっとも危険な獣は、内に潜む                           |
| 20   | デス・トラップ         | Death Trap                   | ダグ・ベトリー ドリュー・Z・グリーンバーグ                                    | スチュワード・リー               | 4月23日       | 7月11日       | 大切な事は父親の姿より父親との思い出である             |
| 21   | 絆                     | R2 Come Home                 | イオファン・マホニー ドリュー・Z・グリーンバーグ ブライアン・ラーセン         | ギアンカルロ・ヴォルペ           | 4月30日       | 7月11日       | 逆境は真の友情をはかる試練である                       |
| 22   | 危険な追跡             | Lethal Trackdown             | デイブ・フィローニ ドリュー・Z・グリーンバーグ ブライアン・ラーセン           | デイブ・フィローニ               | 4月30日       | 7月11日       | 復讐は苦痛をともなう告白である                         |

### シーズン3（暴かれた秘密）
| 話数 | 邦題                     | 原題                 | 脚本                                                                  | 監督                             | 放送日         | 日本初放映日  | 最初の一言                                       |
| ---- | ------------------------ | -------------------- | --------------------------------------------------------------------- | -------------------------------- | -------------- | ------------- | ------------------------------------------------ |
| 1    | トルーパーへの道         | Clone Cadets         | キャメロン・ライトヴァック                                            | デイヴ・ブロック                 | 2010年 9月17日 | 2011年 8月8日 | 兄弟の手にする武器は命の絆                       |
| 2    | 誇り高き兵士たち         | ARC Troopers         | キャメロン・ライトヴァック                                            | カイル・ダレヴィ                 | 9月17日        | 8月8日        | 戦場では兵士の力が、故郷では心が試される         |
| 3    | 補給線をつなげ           | Supply Lines         | イオファン・マホニー スティーヴ・メルチン ドリュー・Z・グリーンバーグ | ブライアン・キャリン・オコンネル | 9月24日        | 8月8日        | 意志のあるところに、道はある                     |
| 4    | 惑星封鎖を解き放て       | Sphere of Influence  | ケイティ・ルーカス スティーヴ・メルチン ドリュー・Z・グリーンバーグ   | カイル・ダンレヴィ               | 10月1日        | 8月8日        | 子供を奪われるのは希望の喪失                     |
| 5    | 星を蝕むもの             | Corruption           | キャメロン・リトヴァック                                              | ギアンカルト・ヴォルペ           | 10月8日        | 8月8日        | 希望を持ち続ければ、腐敗にも打ち勝つ             |
| 6    | 王立アカデミー           | The Academy          | キャメロン・リトヴァック                                              | ギアンカルト・ヴォルペ           | 10月15日       | 8月9日        | 法を強いる者は法に従わねばならない               |
| 7    | 悪夢の暗殺者             | Assassin             | ケイティ・ルーカス ドリュー・Z・グリーンバーグ                        | カイル・ダンレヴィ               | 10月22日       | 8月9日        | 未来への道は無数にある 考えて選べ                |
| 8    | 邪悪なる計画             | Evil Plans           | スティーヴ・ミッチェル クレイグ・ヴァン・シッケル                     | ブライアン・キャリン・オコンネル | 11月5日        | 8月9日        | 出来の悪いプランは必ず失敗を招く                 |
| 9    | ズィロを追え！           | Hunt for Ziro        | スティーヴ・ミッチェル クレイグ・ヴァン・シッケル                     | スチュワード・リー               | 11月12日       | 8月9日        | 愛の形と大きさは様々だ                           |
| 10   | 分離主義者の友           | Heroes on Both Sides | ダニエル・アーキン                                                    | カイル・ダンレヴィ               | 11月19日       | 8月9日        | 恐怖は ひとの心を動かす                          |
| 11   | 平和を求めて             | Pursuit of Peace     | ダニエル・アーキン                                                    | デュウェイン・ダンハム           | 12月3日        | 8月10日       | 真実は高まる恐怖を打ち負かす                     |
| 12   | ダソミアの魔女           | Nightsisters         | ケイティ・ルーカス                                                    | ギアンカルロ・ヴォルペ           | 2011年 1月7日  | 8月10日       | 復讐は破滅への近道である                         |
| 13   | 新たな脅威               | Monster              | ケイティ・ルーカス                                                    | カイル・ダンレヴィ               | 1月14日        | 8月10日       | 悪は生まれるものではなく、作られるものである     |
| 14   | 灰色の魔女               | Witches of the Mist  | ケイティ・ルーカス                                                    | ギアンカルロ・ヴォルペ           | 1月21日        | 8月10日       | 悪の道を歩めば、力は得られても、忠誠は得られない |
| 15   | フォースの惑星           | Overlords            | クリスチャン・テイラー                                                | スチュワード・リー               | 1月28日        | 8月10日       | 己の罪に向き合うことで調和はもたらされる         |
| 16   | 光と闇                   | Altar of Mortis      | クリスチャン・テイラー                                                | ブライアン・キャリン・オコンネル | 2月4日         | 8月11日       | 希望を棄てる者は、命をも棄てる                   |
| 17   | 未来の選択               | Ghosts of Mortis     | クリスチャン・テイラー                                                | スチュワード・リー               | 2月11日        | 8月11日       | 運命を支配しようとする者に平和は訪れない         |
| 18   | 鉄壁の要塞               | The Citadel          | マット・マイクノヴェッツ                                              | カイル・ダンレヴィ               | 2月18日        | 8月11日       | 生存のカギは適応力にある                         |
| 19   | 決死の脱出               | Counterattack        | マット・マイクノヴェッツ                                              | ブライアン・キャリン・オコンネル | 3月4日         | 8月11日       | 問題が起こりうるというのなら、それは起きる       |
| 20   | 勝利の代償               | Citadel Rescue       | マット・マイクノヴェッツ                                              | スチュワード・リー               | 3月11日        | 8月11日       | 名誉がなければ、勝利も虚しい                     |
| 21   | 囚われのパダワン パート1 | Padawan Lost         | ボニー・マーク                                                        | デイヴ・フィローニ               | 4月01日        | 8月12日       | そこに謙虚さがなければ、勇気は無謀に等しい       |
| 22   | 囚われのパダワン パート2 | Wookiee Hunt         | ボニー・マーク                                                        | デイヴ・フィローニ               | 4月01日        | 8月12日       | 優れた弟子とは、師自らが想い描く理想と重なる     |

### シーズン4（バトル・ライン）
| 話数 | 邦題                   | 原題                   | 脚本                                              | 監督                             | 放送日         | 日本初放映日   | 最初の一言                                         |
| ---- | ---------------------- | ---------------------- | ------------------------------------------------- | -------------------------------- | -------------- | -------------- | -------------------------------------------------- |
| 1    | 海洋惑星の激戦         | Water War              | ホセ・モリーナ                                    | デュウェイン・ダナム             | 2011年 9月16日 | 2012年 11月9日 | 運命の呼び声に、選ばれし者は逆らえない             |
| 2    | グンガン参戦           | Gungan Attack          | ホセ・モリーナ                                    | ブライアン・キャリン・オコンネル | 9月16日        | 11月16日       | 火を通して初めて強い剣は鍛えられる                 |
| 3    | 囚われた王国           | Prisoners              | ホセ・モリーナ                                    | ダニー・ケラー                   | 9月23日        | 11月23日       | 王冠は引き継ぐもの、王国は自ら獲得するもの         |
| 4    | 危険な影武者           | Shadow Warrior         | ダニエル・アーキン                                | ブライアン・キャリン・オコンネル | 9月30日        | 11月30日       | 本当の姿は目で見ただけでは分からない               |
| 5    | アリーン支援作戦       | Mercy Mission          | ボニー・マーク                                    | ダニー・ケラー                   | 10月7日        | 12月14日       | 理解とは表面に隠れた真実を尊重することである       |
| 6    | さまよえるドロイドたち | Nomad Droids           | スティーヴ・ミッチェル クレイグ・ヴァン・シッケル | スチュワード・リー               | 10月14日       | 12月21日       | 真に愚かなのは愚者自身か？それとも愚者に従う者か？ |
| 7    | アンバラの暗雲         | Darkness on Umbara     | マット・マイクノヴェッツ                          | スチュワード・リー               | 10月28日       | 12月28日       | 忠誠心の第一歩は信頼である                         |
| 8    | クレル将軍             | The General            | マット・マイクノヴェッツ                          | ウォルター・マーク               | 11月4日        | 2013年 1月4日  | 無知の道は恐怖によって導かれる                     |
| 9    | 作戦への反抗           | Plan of Dissent        | マット・マイクノヴェッツ                          | カイル・ダンルヴィ               | 11月11日       | 1月11日        | 無知な者は従い、賢明な者はそれを率いる             |
| 10   | クレルの正体           | Carnage of Krell       | マット・マイクノヴェッツ                          | カイル・ダンルヴィ               | 11月18日       | 1月18日        | 自らの行動こそが自らの遺産を決める                 |
| 11   | 消えた植民者           | Kidnapped              | ヘンリー・ギルロイ 加筆：スティーヴン・メルチング | カイル・ダンルヴィ               | 11月25日       | 1月25日        | 行く先々に己の過去が映し出される                   |
| 12   | 共和国の奴隷たち       | Slaves of the Republic | ヘンリー・ギルロイ 加筆：スティーヴン・メルチング | ブライアン・キャリン・オコンネル | 12月2日        | 2月1日         | 人を奴隷にする者は自らもまた奴隷となる             |
| 13   | カダーヴォからの脱出   | Escape from Kadavo     | ヘンリー・ギルロイ 加筆：スティーヴン・メルチング | ダニー・ケラー                   | 2012年 1月6日  | 2月8日         | 大いなる希望も小さな犠牲から生まれる               |
| 14   | 友情の真価             | A Friend in Need       | クリスチャン・テイラー                            | デイヴ・フィローニ               | 1月13日        | 2月15日        | 友情は人の真価を示す                               |
| 15   | オビ=ワン暗殺          | Deception              | ブレント・フリードマン                            | カイル・ダンルヴィ               | 1月20日        | 2月22日        | 戦いは全て、騙し合いの上に成り立つ                 |
| 16   | 疑惑の賞金稼ぎ         | Friends and Enemies    | ブレント・フリードマン                            | ボスコ・Ng                       | 1月27日        | 3月1日         | 友は身近に、敵は更に身近に置け                     |
| 17   | サバイバル・ボックス   | The Box                | ブレント・フリードマン                            | ブライアン・キャリン・オコンネル | 2月3日         | 3月8日         | 強い者は生き残り、気高い者は勝利する               |
| 18   | 狙われた祭典           | Crisis on Naboo        | ブレント・フリードマン                            | ダニー・ケラー                   | 2月10日        | 3月15日        | 信頼は最高の贈り物、だがそれを得るには努力がいる   |
| 19   | 魔女狩り               | Massacre               | ケイティ・ルーカス                                | スチュワード・リー               | 2月24日        | 3月22日        | 過去を捨て、未来を掴め                             |
| 20   | その手に掴むもの       | Bounty                 | ケイティ・ルーカス                                | カイル・ダンルヴィ               | 3月2日         | 3月29日        | 人は変われない、だが自分自身を見る目は変えられる   |
| 21   | 邂逅                   | Brothers               | ケイティ・ルーカス                                | ボスコ・Ng                       | 3月9日         | 4月5日         | 敵を屈服させるには、打ちのめすより和解することだ   |
| 22   | 復讐の狼煙             | Revenge                | ケイティ・ルーカス                                | ブライアン・キャリン・オコンネル | 3月16日        | 4月12日        | 敵の敵は我が友となる                               |

### シーズン5
| 話数 | 邦題                   | 原題                       | 脚本                   | 監督                             | 放送日         | 日本初放映日  | 最初の一言                                     |
| ---- | ---------------------- | -------------------------- | ---------------------- | -------------------------------- | -------------- | ------------- | ---------------------------------------------- |
| 1    | 復活のシス             | Revival                    | クリス・コリンズ       | スチュワード・リー               | 2012年 9月29日 | 2013年 9月6日 | 個性の力が数の力に勝ることもある               |
| 2    | オンダロン支援作戦     | A War on Two Fronts        | クリス・コリンズ       | デイヴ・フィローニ               | 10月6日        | 9月20日       | 恐怖は使うに便利な武器                         |
| 3    | 戦場を駆ける者たち     | Front Runners              | クリス・コリンズ       | スチュワード・リー               | 10月13日       | 9月27日       | 求めることは可能性を信じること                 |
| 4    | 王の奪還               | The Soft War               | クリス・コリンズ       | カイル・ダンルヴィ               | 10月20日       | 10月4日       | 時に真実は争いを生み、そして終わらせる         |
| 5    | ターニング・ポイント   | Tipping Points             | クリス・コリンズ       | ボスコ・Ng                       | 10月27日       | 10月11日      | 反抗は変化への要求                             |
| 6    | ギャザリングへの挑戦   | The Gathering              | クリスチャン・テイラー | カイル・ダンルヴィ               | 11月3日        | 10月18日      | 自分に向き合う者は自分を知る                   |
| 7    | 試される力             | A Test of Strength         | クリスチャン・テイラー | ボスコ・Ng                       | 11月10日       | 10月25日      | 若さはしばしば過小に評価される                 |
| 8    | アソーカを救え         | Bound for Rescue           | クリスチャン・テイラー | ブライアン・キャリン・オコンネル | 11月17日       | 11月1日       | 他人を救うことは、自分を救うこと               |
| 9    | 求められる絆           | A Necessary Bond           | クリスチャン・テイラー | ダニー・ケラー                   | 11月24日       | 11月8日       | 賢く敵を見極めろ、彼らが最後の希望かもしれない |
| 10   | 特務分隊結成           | Secret Weapons             | ブレント・フリードマン | ダニー・ケラー                   | 12月1日        | 11月15日      | 謙遜は屈辱に対向する唯一の武器                 |
| 11   | 虚無の惑星             | A Sunny Day in the Void    | ブレント・フリードマン | カイル・ダンルヴィ               | 12月8日        | 11月22日      | 絶望の中にあって、真のヒーローは希望をもたらす |
| 12   | 生きていた兵士         | Missing in Action          | ブレント・フリードマン | スチュワード・リー               | 2013年 1月5日  | 11月29日      | 兵士の最大の武器は勇気                         |
| 13   | 惨劇へのカウントダウン | Point of No Return         | ブレント・フリードマン | ボスコ・Ng                       | 1月12日        | 12月6日       | 仲間を信じろ、さもないと成功はおぼつかない     |
| 14   | 悪の同盟               | Eminence                   | クリス・コリンズ       | カイル・ダンルヴィ               | 1月19日        | 12月13日      | ひとつの夢の解釈はいろいろある                 |
| 15   | 仕組まれた救世主       | Shades of Reason           | クリス・コリンズ       | ボスコ・Ng                       | 1月26日        | 12月20日      | 同盟は本来の目的をなし崩しにする               |
| 16   | 歪みゆく惑星           | The Lawless                | クリス・コリンズ       | ブライアン・キャリン・オコンネル | 2月2日         | 12月27日      | ヒーローと悪党を分かつものはモラルの有無だ     |
| 17   | 爆破犯を追え           | Sabotage                   | チャールズ・マレー     | ブライアン・キャリン・オコンネル | 2月9日         | 2014年 1月3日 | 時に小さな疑いが大きな揺れを引き起こす         |
| 18   | 真実の行方             | The Jedi Who Knew Too Much | チャールズ・マレー     | ダニー・ケラー                   | 2月16日        | 2014年 1月3日 | 自分を信じることから勇気は生まれる             |
| 19   | 逃亡者アソーカ         | To Catch a Jedi            | チャールズ・マレー     | カイル・ダンルヴィ               | 2月23日        | 2014年 1月3日 | 信用に足らぬ者を信じるほど絶望してはいけない   |
| 20   | ジェダイの過ち         | The Wrong Jedi             | チャールズ・マレー     | デイヴ・フィローニ               | 3月2日         | 2014年 1月3日 | いかに見通しは暗くとも、希望を捨ててはいけない |

### シーズン6（ザ・ロストミッション）
| 話数 | 邦題               | 原題                     | 脚本                                              | 監督                             | 配信日         | 日本初放映日    | 最初の一言                                 |
| ---- | ------------------ | ------------------------ | ------------------------------------------------- | -------------------------------- | -------------- | --------------- | ------------------------------------------ |
| 1    | 未知の症状         | Condition Unknown        | ケイティ・ルーカス                                | ボスコ・Ng                       | 2014年 2月15日 | 2015年 12月23日 | 最も受け入れがたいのは自分についての真実   |
| 2    | 陰謀               | Conspiracy               | ケイティ・ルーカス                                | ブライアン・キャリン・オコンネル | 2014年 2月15日 | 2015年 12月23日 | セカンドオピニオンの恩恵                   |
| 3    | 逃亡者             | Fugitive                 | ケイティ・ルーカス                                | ダニー・ケラー                   | 2014年 2月15日 | 2015年 12月23日 | 疑いがある時は、情報源を確認せよ           |
| 4    | 命令               | Orders                   | ケイティ・ルーカス                                | カイル・ダンルヴィ               | 2014年 2月15日 | 2015年 12月23日 | 多くの人が信じる事が正しいとは限らない     |
| 5    | 古い友達           | An Old Friend            | クリスチャン・テイラー                            | ブライアン・キャリン・オコンネル | 2月22日        | 2015年 12月23日 | 愛する事は信頼する事。信頼する事は信じる事 |
| 6    | クローヴィスの台頭 | The Rise of Clovis       | クリスチャン・テイラー                            | ダニー・ケラー                   | 2月22日        | 2015年 12月23日 | 嫉妬は混沌への道である                     |
| 7    | はずれた思惑       | Crisis at the Heart      | クリスチャン・テイラー                            | スチュワード・リー               | 2月22日        | 2015年 12月23日 | 貪欲な人間は欺瞞を武器にする               |
| 8    | 失踪 パート1       | The Disappeared, Part I  | ヘンリー・ギルロイ 加筆：スティーヴン・メルチング | スチュワード・リー               | 3月1日         | 2015年 12月23日 | 闇が無ければ光も無い                       |
| 9    | 失踪 パート2       | The Disappeared, Part II | ヘンリー・ギルロイ 加筆：スティーヴン・メルチング | ボスコ・Ng                       | 3月1日         | 2015年 12月23日 | 知恵は愚かな者にも賢い者にも生まれる       |
| 10   | 失われた者         | The Lost One             | クリスチャン・テイラー                            | ブライアン・キャリン・オコンネル | 3月1日         | 2015年 12月23日 | 失ったものは多くの場合見つかる             |
| 11   | 声                 | Voices                   | クリスチャン・テイラー                            | ダニー・ケラー                   | 3月1日         | 2015年 12月23日 | 妄想は時に真実への道となる                 |
| 12   | 運命               | Destiny                  | クリスチャン・テイラー                            | カイル・ダンルヴィ               | 3月7日         | 2015年 12月23日 | 死は始まりに過ぎない                       |
| 13   | 犠牲               | Sacrifice                | クリスチャン・テイラー                            | スチュワード・リー               | 3月7日         | 2015年 12月23日 | 恐れているものと向き合えば己を解放できる   |

### シーズン7（ファイナルシーズン）
最速配信は米国のみだが、最新話には日本語吹替版が同時収録されている。
| 話数 | 邦題                     | 原題                             | 脚本                                                               | 監督                                        | 配信日         | 日本配信日     | 最初の一言                                               |
| ---- | ------------------------ | -------------------------------- | ------------------------------------------------------------------ | ------------------------------------------- | -------------- | -------------- | -------------------------------------------------------- |
| 1    | 不良分隊                 | The Bad Batch                    | マット・マイクノヴェッツ ヴレント・フリードマン デイヴ・フィローニ | カイル・ダンルヴィ                          | 2020年 2月21日 | 2020年 6月11日 | 他者との違いを受け入れれば、心は平安を得る               |
| 2    | エコーの呼ぶ声           | A Distant Echo                   | マット・マイクノヴェッツ ヴレント・フリードマン デイヴ・フィローニ | スチュワート・リー                          | 2月28日        | 6月19日        | 真実の追究は、信じることから始まる                       |
| 3    | キーラダックの翼に乗って | On The Wings of Keeradaks        | マット・マイクノヴェッツ ヴレント・フリードマン デイヴ・フィローニ | ボスコ・Ng                                  | 3月6日         | 6月26日        | 生きるための第一歩は、まず死なないこと                   |
| 4    | やり残した仕事           | Unfinished Business              | マット・マイクノヴェッツ ヴレント・フリードマン デイヴ・フィローニ | ブライアン・キャリン・オコンネル            | 3月13日        | 7月3日         | 他者を信じれば、自らも信頼を得る                         |
| 5    | 夢見るトレース           | Gone With a Trace                | デイヴ・フィローニ チャールズ・マレー                              | サウル・ルイス カイル・ダンルヴィ           | 3月20日        | 7月10日        | 前に道がなければ、自らの手で切り開け                     |
| 6    | 危険な取引               | Deal No Deal                     | デイヴ・フィローニ チャールズ・マレー                              | ナサニエル・ビジャヌエバ スチュワート・リー | 3月27日        | 7月17日        | 間違えは貴重な教訓だが、学んだ時には遅すぎる             |
| 7    | 取引の果て               | Dangerous Dept                   | デイヴ・フィローニ チャールズ・マレー                              | サウル・ルイス ボスコ・Ng                   | 4月3日         | 7月24日        | 過去の自分が今の自分を決めるとは限らない                 |
| 8    | 再結束                   | Together Again                   | デイヴ・フィローニ チャールズ・マレー                              | ナサニエル・ビジャヌエバ                    | 4月10日        | 7月31日        | 自分を変えることはできるが、自分から逃れることはできない |
| 9    | パート1 忘れがたき旧友   | Part Ⅰ Old Friends Not Forgotten | デイヴ・フィローニ                                                 | サウル・ルイス                              | 4月17日        | 8月7日         | （無し）                                                 |
| 10   | パート2 幻影の弟子       | Part Ⅱ The Phantom Apprentice    | デイヴ・フィローニ                                                 | ナサニエル・ビジャヌエバ                    | 4月24日        | 8月14日        | （無し）                                                 |
| 11   | パート3 崩壊             | Part Ⅲ Shattered                 | デイヴ・フィローニ                                                 | サウル・ルイス                              | 5月1日         | 8月21日        | （無し）                                                 |
| 12   | パート4 勝利と死         | Part Ⅳ Victory and Death         | デイヴ・フィローニ                                                 | ナサニエル・ビジャヌエバ                    | 5月4日         | 8月28日        | （無し）                                                 |

## 未放映エピソード
2014年9月25日、スター・ウォーズ公式サイトより、シーズン6のCG未完成版の「ウータパウ4部作」が公開された。
2014年10月14日、シーズン6のダース・モール4部作が『Star Wars: Darth Maul:Son of Dathomir』としてコミックで発売された。
2015年4月29日、スター・ウォーズ公式サイトより、シーズン7のCG未完成版の「バッド・バッチ4部作」が公開された。
2015年7月7日、シーズン7のアサージ・ヴェントレスとクインラン・ヴォス8部作が『Star Wars:Dark Disciple』として小説で発売された。
2018年7月20日、新たに12話の新作エピソード（シーズン7）を制作し、2020年2月21日より放送開始する予定であることが発表された。
監督のデイブ・フィローニはキャンセルとなったシーズン6以降の物語で、ウーキー族のエピソードや、バッド・バッチ4部作、ニュージェダイオーダーシリーズに登場したユージャン・ヴォングが登場する4部作、惑星モン・カラマリ4部作、ボバ・フェットとキャド・ベイン含む賞金稼ぎ4部作、アソーカのジェダイを去った後の4部作、キャプテン・レックスとR2-D2の4部作、ジロ・ビーストのその後のエピソードなどを考え、一部のエピソードでは多数のスケッチやアートワークなど描いていた。
このうち、バッド・バッチ4部作とジェダイを去った後のアソーカを描く4部作は、後にシーズン7（ファイナルシーズン）の一部として正式に制作・公開された。

## 日本での放送
シーズン1
NHK BS hiにおいて毎週火曜日に、2009年3月31日から同年9月8日までシーズン1全22話が放送された。
2009年10月4日から2010年3月7日までNHK BS2の衛星アニメ劇場にて放送された。
2009年10月3日からカートゥーン ネットワークにて放送開始した。
2010年4月3日より同年9月4日まで、NHK教育テレビにて地上波初放送された。エンディング後にジェダイに扮したNHKのマスコットキャラクターどーもくんとその周辺キャラクターが登場する番組紹介映像が放送された。
2017年12月25日からディズニーXDにて放送開始した。
シーズン2
2010年4月4日より同年8月29日までNHK BS hiでシーズン2全22話が放送された。
2010年7月、NHK BS-hiで実写版映画全6作一挙放送の連動企画として、シーズン1と共に一挙放送された。第15話 - 第22話（シーズン2最終話）はレギュラー放送よりも早い先行放送となった。
2010年10月3日から2011年3月6日までNHK BS2にて放送された。
カートゥーン ネットワークでは、『スター・ウォーズ/クローン・ウォーズ2』として2010年11月6日より放送開始。
2011年4月9日より同年9月10日までNHK教育テレビ（Eテレ）にて地上波放送。
シーズン3
2011年8月8日より同年8月12日にNHK BSプレミアムで全22話が集中放送された。
カートゥーン ネットワークでは、『スター・ウォーズ/クローン・ウォーズ3』として2011年より放送開始。
シーズン4
カートゥーン ネットワークでは、『スター・ウォーズ/クローン・ウォーズ4』として2012年11月9日より放送開始。
シーズン5
カートゥーン ネットワークでは、『スター・ウォーズ/クローン・ウォーズ5』として2013年9月13日より放送開始。
シーズン6
Dlifeで『スター・ウォーズ/クローン・ウォーズ ザ・ロストミッション』として2015年12月23日に一挙放送された後、2016年1月8日よりレギュラー放送開始。

### 放送局
| シーズン | 放送地域 | 放送局           | 放送期間                     | 放送日時 | 備考                                                                                   |
| -------- | -------- | ---------------- | ---------------------------- | --- | -------------------------------------------------------------------------------------- |
| 1        | 日本全域 | NHK BShi         | 2009年3月31日 - 9月8日       | 火曜 19時00分 - 19時25分 |                                                                                        |
| 1        | 日本全域 | NHK BS2          | 2009年10月4日 - 2010年3月7日 | 日曜 23時29分 - 23時54分 | 衛星アニメ劇場 枠                                                                      |
| 1        | 日本全域 | NHK教育          | 2010年4月3日 - 9月4日        | 土曜 18時25分 - 18時50分 |                                                                                        |
| 2        | 日本全域 | NHK BShi         | 2010年4月4日 - 8月29日       | 日曜 9時00分 - 9時25分 | 2010年7月10日11時30分 - 15時53分、 11日11時30分 - 15時55分 NHK BS hiにて全22話一挙放送 |
| 2        | 日本全域 | NHK BS2          | 2010年10月3日 - 2011年3月6日 | 日曜 23時25分 - 23時50分 | 衛星アニメ劇場 枠                                                                      |
| 2        | 日本全域 | NHK教育          | 2011年4月9日 - 9月10日       | 土曜 18時25分 - 18時50分 |                                                                                        |
| 3        | 日本全域 | NHK BSプレミアム | 2011年8月8日 - 8月12日       | 月曜 10時05分 - 12時00分（8月8日） 火曜 10時00分 - 11時56分（8月9日） 水曜 10時00分 - 11時58分（8月10日） 木曜 10時00分 - 10時58分（8月11日） 金曜 10時45分 - 11時33分（8月12日） | 集中放送                                                                               |
| 6        | 日本全域 | Dlife            | 2015年12月23日               | 水曜 13時50分 - 19時55分 | 集中放送                                                                               |
| 6        | 日本全域 | Dlife            | 2016年1月8日 - 4月1日        | 金曜 26時30分 - 27時00分 |                                                                                        |

| NHK BShi 火曜19:00 - 19:25枠               | NHK BShi 火曜19:00 - 19:25枠                                                       | NHK BShi 火曜19:00 - 19:25枠       |
| 前番組                                     | 番組名                                                                             | 次番組                             |
| ------------------------------------------ | ---------------------------------------------------------------------------------- | ---------------------------------- |
| （アニメ再放送枠）                         | スター・ウォーズ/クローン・ウォーズ （シーズン1）                                  | 精霊の守り人                       |
| NHK BShi 日曜9:00 - 9:25枠                 |                                                                                    |                                    |
| 週刊ブックレビュー                         | スター・ウォーズ/クローン・ウォーズ （シーズン2）                                  | ザ・ペンギンズ from マダガスカル   |
| NHK BS2 衛星アニメ劇場 日曜23:25 - 23:50枠 |                                                                                    |                                    |
| グイン・サーガ - 23:29 - 23:54             | スター・ウォーズ/クローン・ウォーズ （シーズン1） - 23:29 - 23:54                  | ツバサ・クロニクル （第2シリーズ） |
| 人造人間キカイダー THE ANIMATION           | スター・ウォーズ/クローン・ウォーズ （シーズン2）                                  | （廃枠）                           |
| NHK教育 土曜18:25 - 18:50枠                |                                                                                    |                                    |
| 獣の奏者 エリン 総集編                     | スター・ウォーズ/クローン・ウォーズ （シーズン1）                                  | GIANT KILLING                      |
| GIANT KILLING                              | スター・ウォーズ/クローン・ウォーズ （シーズン2） - ここまでEテレ土曜18:25アニメ枠 | iCarly                             |

## 備考
- 第35回サターン賞ではテレビ賞ケーブルテレビシリーズ ベストシンジケーションにノミネートされたが受賞を逃した。
- シーズン2第17話は日本語サブタイトルが示すように、映画『七人の侍』のオマージュであり、冒頭に「in memory of Akira Kurosawa」の表示が2.00秒間（60フレーム）挿入される。日本語版では同時に「黒澤明をしのんで」のナレーションも加えられている[注 1]。